# Dong Yuan

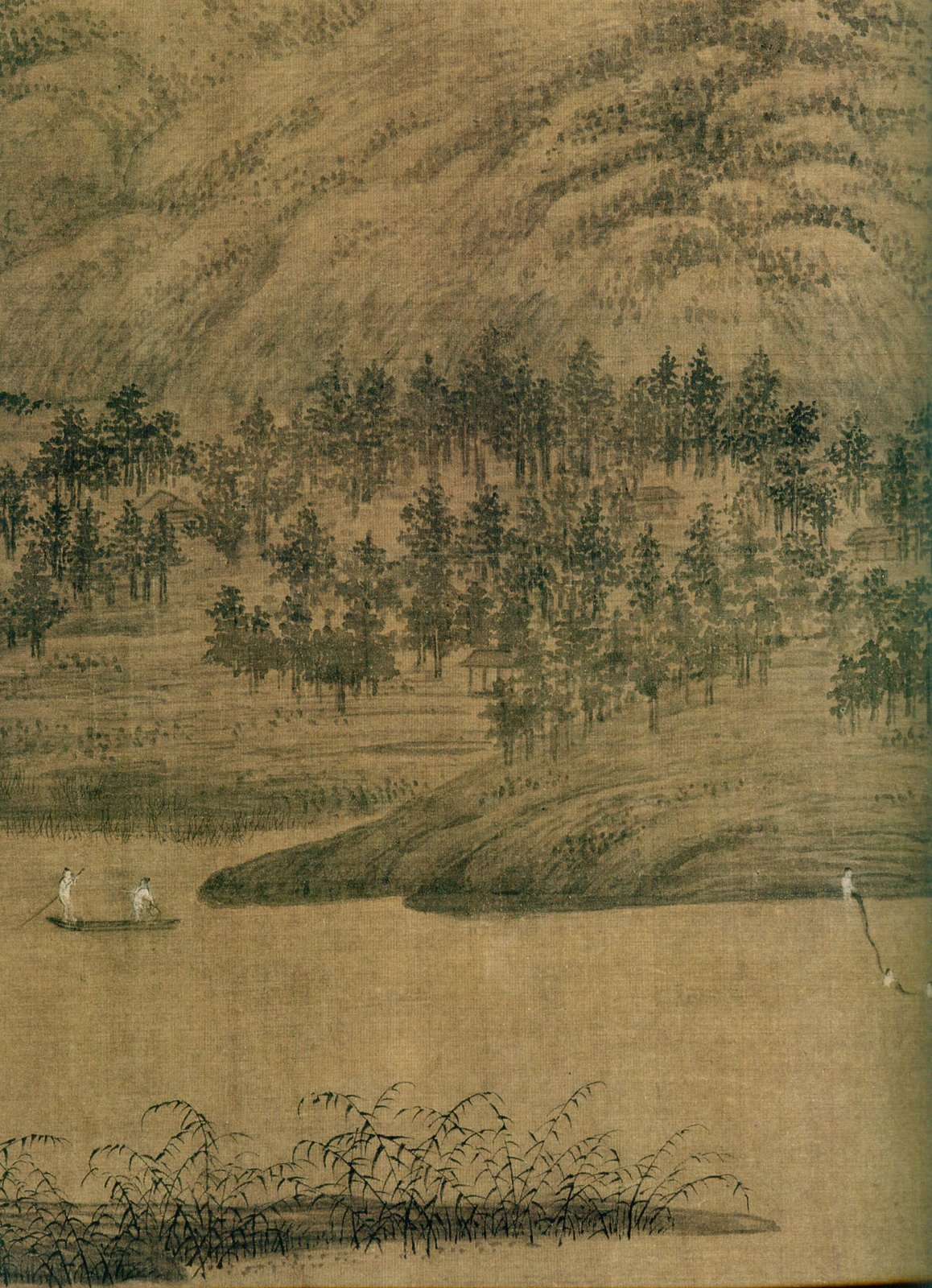
Xiao- och Xiang-floderna (detalj)
Tusch och färg på siden

Dong Yuan, född c:a 934 i Jinxian, död c:a 962, var en kinesisk målare och vice direktör för de kejserliga parkerna i Nanking. Till en början var Dong i tjänst hos den siste kejsaren av den senare Tangdynastin, därefter hos den förste Songkejsaren.
Dong var mycket produktiv, och under senare tider kom han att ständigt efterbildas och kopieras; han ansågs vara den främste representanten för “södra skolan” efter Wang Wei. Han tillhörde samma naturromantiska riktning som Jing Hao och Guan Tong, och andan från dessa mästare förde han vidare till sin elev Juran.